# Louane Emera
Anne Peichert  (Hénin-Beaumont, 26 de novembro de 1996) conhecida por seu nome artístico Louane Emera ou simplesmente Louane, é uma cantora e atriz francesa. Ficou conhecida por ser semifinalista no show de talento de 2013, The Voice, la plus belle voix e por atuar no filme La Famille Bélier, onde o ganhou o prémio César de melhor atriz revelação, na 40.ª edição da cerimónia. Seu primeiro álbum, Chambre 12, foi lançado a 2 de março de 2015. Representou França no Festival Eurovisão da Canção de 2025 em Basileia, na Suíça com a música «Maman».

## Biografia
Anne Peichert cresceu em Hénin-Beaumont, no departamento francês de Pas-de-Calais, com suas quatro irmãs e seu único irmão. O pai de Louane, Jean-Pierre Peichert, era francês, filho de uma mãe polonesa e pai alemão. Sua mãe, Isabel Pinto dos Santos, era filha de pai português e mãe brasileira.

## Carreira

### Estreia na televisão
Com doze anos, ela participou na segunda temporada do reality show L'École des stars, transmitido pelo canal generalista Direct 8, em 2008.
Em 2013, ela foi indicada à segunda temporada do programa The Voice, la plus belle voix, do canal privado TF1, onde chegou até a semifinal com Louis Bertignac como o seu treinador. Nesta ocasião, Louane prestou homenagem a seu pai Jean-Pierre, falecido antes da transmissão do programa, com a canção Imagine, e a sua mãe, que sucumbiu a uma doença prolongada em 2014, com a canção Maman.

### Primeiro filme e álbum

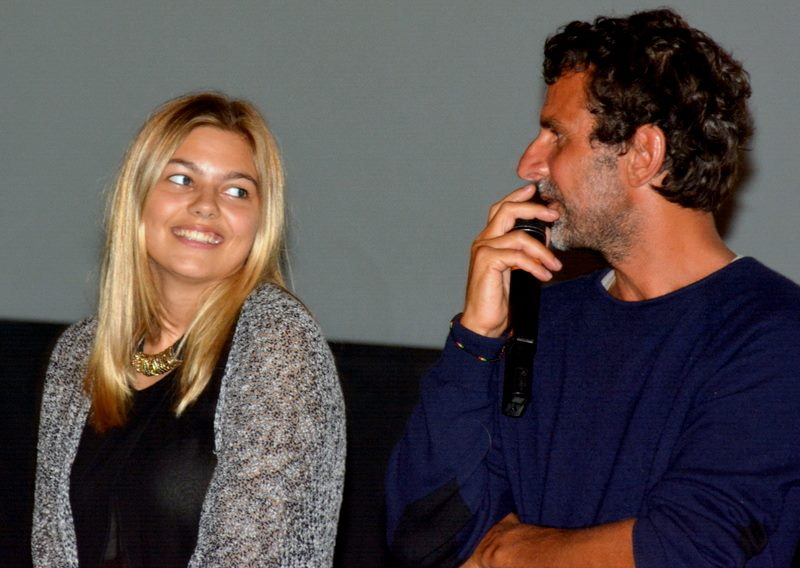
Louane Emera e Éric Lartigau, durante a antestreia de La Famille Bélier.

Após sua participação no The Voice, Louane chamou a atenção do realizador Éric Lartigau, que a escolheu para interpretar o papel principal, Paula Bélier, em seu filme La Famille Bélier, onde Louane ganhou o Prix Lumière e o prémio César de melhor atriz revelação pela interpretação como Paula Bélier no filme.
Seu primeiro álbum intitulado Chambre 12, foi lançado a 2 de Março de 2015. As canções foram escritas e realizadas por Patxi Garat, antigo candidato da Star Academy 3 e por Dan Black, do grupo britânico The Servant. Em julho de 2015, o álbum teve 400 000 exemplares vendidos e foi classificado o número 1 em vendas de álbuns na França, durante nove semanas não consecutivas.
En Junho de 2017 estreou-se «On était beux» o primeiro single do seu segundo álbum que foi lançado a 10 de Novembro de 2017. O segundo single do álbum «Si t'était la» foi lançado a 13 de Outubro. As doas musicas tiveram sucesso em França, na Bélgica, na Suíça e na Alemanha. Para fazer a propaganda do álbum ela fez uma digressão por França, Bélgica, Suíça e Alemanha que começou a 1 de Fevereiro en Nîmes. A 23 de Fevereiro de 2018 estreou-se o 3.º single do álbum «Imobile» que teve um sucesso menor mas alcançou boas posições nas tabelas de música em França.

## Filmografia

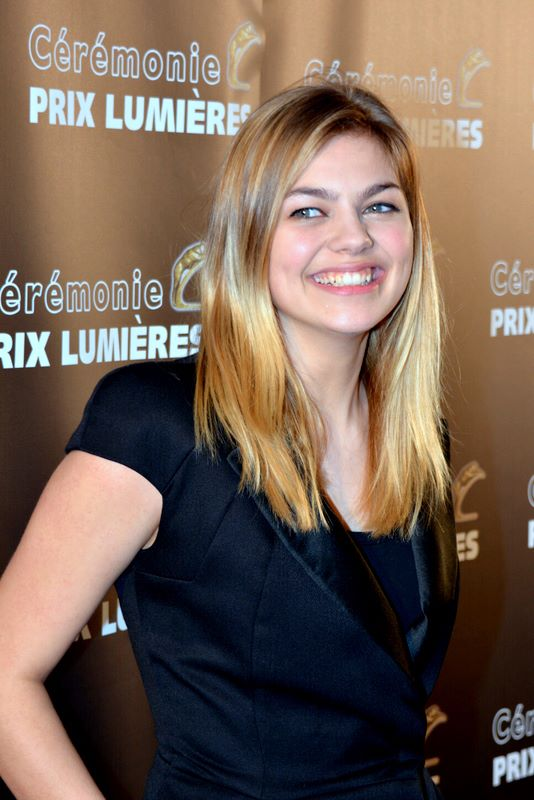
Louane Emera no Prix Lumière 2015.

### Cinema
| Ano  | Título            | Papel        | Notas                                                                           |
| ---- | ----------------- | ------------ | ------------------------------------------------------------------------------- |
| 2014 | La Famille Bélier | Paula Bélier | Prémio César de melhor atriz revelação Prémio Lumière de melhor atriz revelação |
| 2017 | Sahara            | Eva (voz)    |                                                                                 |

### Competições
| Ano  | Título                        | Papel          | Notas                              |
| ---- | ----------------------------- | -------------- | ---------------------------------- |
| 2008 | L'École des stars             | Como ela mesma |                                    |
| 2013 | The Voice: la plus belle voix | Como ela mesma | Semifinalista da segunda temporada |

### Outros
| Ano  | Título                      | Papel          | Notas     |
| ---- | --------------------------- | -------------- | --------- |
| 2014 | On n'est pas couché         | Como ela mesma | Convidada |
| 2014 | Le Grand Cabaret sur son 31 | Como ela mesma | Convidada |
| 2015 | Hier encore                 | Como ela mesma | Convidada |
| 2015 | Le Grand Journal            | Como ela mesma | Convidada |
| 2015 | Du côté de chez Dave        | Como ela mesma | Convidada |
| 2015 | Touche pas à mon poste!     | Como ela mesma | Convidada |

## Discografia

### Álbuns de estúdio
| Título     | Detalhes do álbum                                                                                            | Desempenhos nas paradas | Desempenhos nas paradas | Desempenhos nas paradas | Desempenhos nas paradas | Desempenhos nas paradas | Certificações                                        |
| Título     | Detalhes do álbum                                                                                            | FRA                     | BEL (Flandres)          | BEL (Valónia)           | ALE                     | SUÍ                     | Certificações                                        |
| ---------- | --- | ----------------------- | ----------------------- | ----------------------- | ----------------------- | ----------------------- | ---------------------------------------------------- |
| Chambre 12 | - Lançado: 2 de março de 2015 - Formato(s): CD, descarga digital - Editora discográfica: Mercury Music Group | 1                       | 92                      | 1                       | 22                      | 6                       | - BEA: Platina - IFPI (Suíça): Ouro - SNEP: Diamante |

### Extended plays
| Título | Detalhes do álbum                                                                              | Desempenhos nas paradas | Certificações |
| Título | Detalhes do álbum                                                                              | FRA                     | Certificações |
| ------ | ---------------------------------------------------------------------------------------------- | ----------------------- | ------------- |
| Avenir | - Lançado: 1 de dezembro de 2014 - Formato(s): Descarga digital - Editora: Mercury Music Group | 198                     |               |

### Singles
| Título                                                                                      | Ano  | Desempenhos nas paradas | Desempenhos nas paradas | Desempenhos nas paradas | Desempenhos nas paradas | Desempenhos nas paradas | Desempenhos nas paradas | Desempenhos nas paradas | Certificações | Álbum                |
| Título                                                                                      | Ano  | FRA                     | ÁUS                     | BEL (Fl)                | BEL (Va)                | ALE                     | POL                     | SUÍ                     | Certificações | Álbum                |
| ------------------------------------------------------------------------------------------- | ---- | ----------------------- | ----------------------- | ----------------------- | ----------------------- | ----------------------- | ----------------------- | ----------------------- | ------------- | -------------------- |
| "Un homme heureux"                                                                          | 2013 | 126                     | —                       | —                       | —                       | —                       | —                       | —                       |               | Não incluso em álbum |
| "Quelqu'un m'a dit"                                                                         | 2013 | 146                     | —                       | —                       | —                       | —                       | —                       | —                       |               | Não incluso em álbum |
| "Imagine"                                                                                   | 2013 | 160                     | —                       | —                       | —                       | —                       | —                       | —                       |               | Não incluso em álbum |
| "Jour 1"                                                                                    | 2014 | 6                       | —                       | —                       | 2                       | —                       | —                       | 49                      |               | Chambre 12           |
| "Avenir"                                                                                    | 2015 | 1                       | 4                       | —                       | 5                       | 3                       | 18                      | 42                      | - BVMI: Ouro  | Chambre 12           |
| "Jeune (j'ai envie)"                                                                        | 2015 | 134                     | —                       | —                       | —                       | —                       | —                       | —                       |               | Chambre 12           |
| "Nos secrets"                                                                               | 2015 | 43                      | —                       | —                       | 6                       | —                       | —                       | —                       |               | Chambre 12           |
| "Maman"                                                                                     | 2015 | 18                      | —                       | —                       | 11                      | —                       | —                       | —                       |               | Chambre 12           |
| "Tourne"                                                                                    | 2016 | —                       | —                       | —                       | 22                      | —                       | —                       | —                       |               | Chambre 12           |
| "—" denota um lançamento que não entrou na parada musical, ou não foi lançado naquele país. |      |                         |                         |                         |                         |                         |                         |                         |               |                      |

### Singlespromocionais
| "Chambre 12"                                                                                | 2015 | 129 |  | Chambre 12 |
| "Tourne"                                                                                    | 2015 | —   |  | Chambre 12 |
| "—" denota um lançamento que não entrou na parada musical, ou não foi lançado naquele país. |      |     |  |            |

### Outras canções nas paradas
| Título                                                                                      | Ano  | Desempenhos nas paradas | Desempenhos nas paradas | Desempenhos nas paradas | Certificações | Álbum                                      |
| Título                                                                                      | Ano  | FRA                     | BEL (Va)                | SUÍ                     | Certificações | Álbum                                      |
| ------------------------------------------------------------------------------------------- | ---- | ----------------------- | ----------------------- | ----------------------- | ------------- | ------------------------------------------ |
| "Je vole"                                                                                   | 2014 | 2                       | 15                      | 73                      |               | La famille Bélier: Bande Originale du film |
| "Je vais t'aimer"                                                                           | 2014 | 36                      | —                       | —                       |               | La famille Bélier: Bande Originale du film |
| "En chantant"                                                                               | 2014 | 83                      | —                       | —                       |               | La famille Bélier: Bande Originale du film |
| "Rester seule"                                                                              | 2015 | 180                     | —                       | —                       |               | Chambre 12                                 |
| "—" denota um lançamento que não entrou na parada musical, ou não foi lançado naquele país. |      |                         |                         |                         |               |                                            |

## Prémios e nomeações
| Ano  | Prémio             | Categoria              | Obra              | Resultado |
| ---- | ------------------ | ---------------------- | ----------------- | --------- |
| 2015 | 20º Prémio Lumière | Melhor Atriz Revelação | La Famille Bélier | Venceu    |
| 2015 | 40º César          | Melhor Atriz Revelação | La Famille Bélier | Venceu    |